# Lac de la Dernière-Montagne
Le lac de la Dernière-Montagne (anglais : Last Mountain Lake), également appelé le lac Long, est un lac peu profond formé lors de la glaciation il y a 11 000 ans situé dans le Centre-Sud de la Saskatchewan au Canada à environ 40 km au nord-ouest de la ville de Regina. Il se déverse dans la rivière Qu'Appelle via la crique Last Mountain. Il mesure environ 93 km de long et a une largeur maximale de 3 km. Il s'agit de la plus grande étendue d'eau naturelle dans le Sud de la Saskatchewan. Le lac doit son nom à une légende crie qui dit que le Grand Esprit a pelleté de la terre de la vallée pour former les collines Last Mountain.
Le lac est reconnu comme étant un site Ramsar.